# Mikuláš Schneider-Trnavský
Mikuláš Schneider-Trnavský (24 mai 1881, Trnava - 28 mai 1958, Bratislava) est un compositeur, chef d'orchestre et pédagogue slovaque. Il est connu surtout à cause de ses cantiques, dont certains sont devenus traditionnels.

## Biographie
En 1900, il a passé son examen de fin des études secondaires à Trnava. De 1900 à 1901, il étudie la composition au conservatoire de Budapest auprès de Hans von Koessler. De 1901 à 1903, il a étudié au Conservatoire de Vienne avec Hermann Graedener. Enfin, en 1903-1905, il a étudié l'orgue à Prague avec Josef Klička (en) et la composition avec Carl Stecker.
Après ses études, il est devenu chef de chœur à Zrenjanin, en Serbie. En 1908, il a joué avec le baryton tchèque Bohumír Népomucène lors d'une tournée de concerts à travers l'Europe. Après son retour à Trnava, en 1909, il est devenu chef de chœur à la cathédrale Saint-Nicolas à Trnava et est resté à ce poste jusqu'à sa mort.
Il a participé à la création du Conservatoire de Bratislava.

## Œuvres
Son travail le plus connu est une compilation de cantiques catholiques Jednotný katolícky spevník (livre de cantiques catholiques standard) créés à la demande de Spolok svätého Vojtecha (Société Saint-Adalbert). Elle a été publiée en 1937, après une quinzaine d'années de travail et contient plus de 500 cantiques, près de la moitié ont été composés par lui-même. Certains des cantiques sont issus du premier recueil de cantiques catholiques slovaques Cantus catholici (1651 ou 1655). Depuis sa publication, ce recueil de cantiques a été utilisé comme principale source des chants d'églises de tous les catholiques slovaques. Pour ce travail, Mikuláš Schneider-Trnavský a été nommé chevalier de l'Ordre de Saint-Grégoire-le-Grand par le pape Pie X en 1933.

## Source de la traduction
- (en) Cet article est partiellement ou en totalité issu de l’article de Wikipédia en anglais intitulé « Mikuláš Schneider-Trnavský » (voir la liste des auteurs).